# 细足盾蕨
细足盾蕨（学名：Neolepisorus tenuipes），为水龙骨科盾蕨属下的一个植物种。